# Cabildo (Cuba)
Cabildos de nación (cabildos da nação) foram associações étnicas africanas criadas em Cuba no final dos anos 1500 com base nas confrarias (guildas ou fraternidades) espanholas, que foram organizadas em Sevilha, pela primeira vez por volta do século XIV. As confrarias de Sevilha tinham a tutela de um santo católico, e foram mantidas nas capelas dos santos.
A primeira cabildo em Cuba, chamada Cabildo Shango foi criada em Havana em 1568. A primeira cabildo na rua Compostela em Havana foi construída em um lote adquirido em 1691 pela família Arará. O mesmo lote ainda é conhecido como el solar de los Arará (o solar dos Arará). No tempo em que a população africana em Cuba não era tão significante como foi após o século XIX com o boom do açúcar. Cabildos eram organizadas por escravos pertencentes ao mesmo grupo étnico e se tornaram muito populares nas zonas urbanas.

## Benefícios trazidos pelascabildos
A legislação espanhola apoiou as cabildos como meio de entretenimento para a população escrava, e como controle social, aliviar as tensões entre os mestres e os escravos. Os escravos eram autorizados a se reunirem nos feriados, para que pudessem dançar de acordo com os costumes de suas nações africanas.
Para os escravos, a Cabildo teve muitas utilidades. Puderam recolher dinheiro ou reunir recursos para ajudar os membros em tempo de doença ou morte. Cabildos também tinha uma finalidade religiosa, eram o local onde escravos podiam consultar os seus antepassados e divindades. Para os escravos que eram adeptos às tradições religiosas da África, uma Cabildo foi um dos poucos meios de socorro a sua disposição. A Cabildo representava a África em território estrangeiro, que poderiam ajudar os escravos a manter viva a sua fé. Cabildos foram instituições que tornaram possível a conservação da idiossincrasia, religião e cultura das nações africanas em Cuba. As músicas, danças e ritmos de percussão que foram executados para divindades africanas, em uma terra que era tão hostil aos escravos africanos eram o mecanismo pelo qual os escravos foram capazes de manter viva sua africanidade, e resistir à hegemonia cultural espanhola.

## As tensões provocadas pelascabildos
Os brancos espanhóis e os crioulos cubanos viram as cabildos como um mal necessário. Por volta do século XVIII, os escravos negros começaram a preocupar seus senhores. Artigos do Bando de Buen Gobierno y Policia de 1792 citam a necessidade de controlar as cabildos e seus membros. Os vizinhos reclamavam frequentemente que os sons das festas e instrumentos africanos vindos das cabildos, isso era um grande desconforto para essas pessoas. No início do século XIX todos as cabildos foram transportados para fora da cidade de Havana, com a intenção de os sons das festas não perturbarem mais a vizinhança. Para os negros, essa expulsão foi um benefício, visto que agora eles teriam mais privacidade, algo que eles não tinham anteriormente. Do lado de fora da cidade, as cabildos estavam livres, e seus membros obtiveram maiores chances de preservar sua cultura.

## O declínio dascabildos
Nos fins do século XIX, as cabildos foram praticamente extintas depois de rebeliões malsucedidas feitas pelos escravos africanos. Em 1884, o governo de Cuba proibiu a epifania, uma prática realizada pelas cabildos há décadas. Em 1887, novas leis exigiam o reconhecimento das cabildos e licenças para seus membros, apesar de a escravidão ter sido extinta há tempos. Em 1888 o governo proibiu as cabildos de funcionarem como no período colonial, eles teriam que seguir o estilo de vida estabelecido pela sociedade branca de Cuba.

## Nomes e origens dos Cabildos
Os escravos eram diferenciados por seus proprietários brancos, de acordo com seu local de origem, com uma variedade de nomes diferentes que identificavam distintas etnias da África. Os nomes eram corruptelas de nomes de tribos tradicionais concebido por proprietários de escravos, mas foram rapidamente utilizados pelos próprios escravos.
| Nome de Cabildo | Região da África de origem | Grupo étnico de origem |
| Abacua          | Nigéria/Camarões           | Epê                    |
| Mandinga        | Serra Leoa                 | Malinquês              |
| Ganga           | Serra Leoa                 | Malinquês              |
| Mina            | Costa do Ouro              | Acãs                   |
| Lucumi          | Benim e Nigéria            | Iorubás                |
| Carabalis       | Biafra                     | Ibos - Efiques         |
| Macauas         | Moçambique                 | Macuas                 |
| Congo           | Angola                     | Bantos                 |